# Corhiza megatheca
Corhiza megatheca is een hydroïdpoliep uit de familie Halopterididae. De poliep komt uit het geslacht Corhiza. Corhiza megatheca werd in 2009 voor het eerst wetenschappelijk beschreven door Ansín Agís, Vervoort & Ramil.